# Björnån, Dalarna

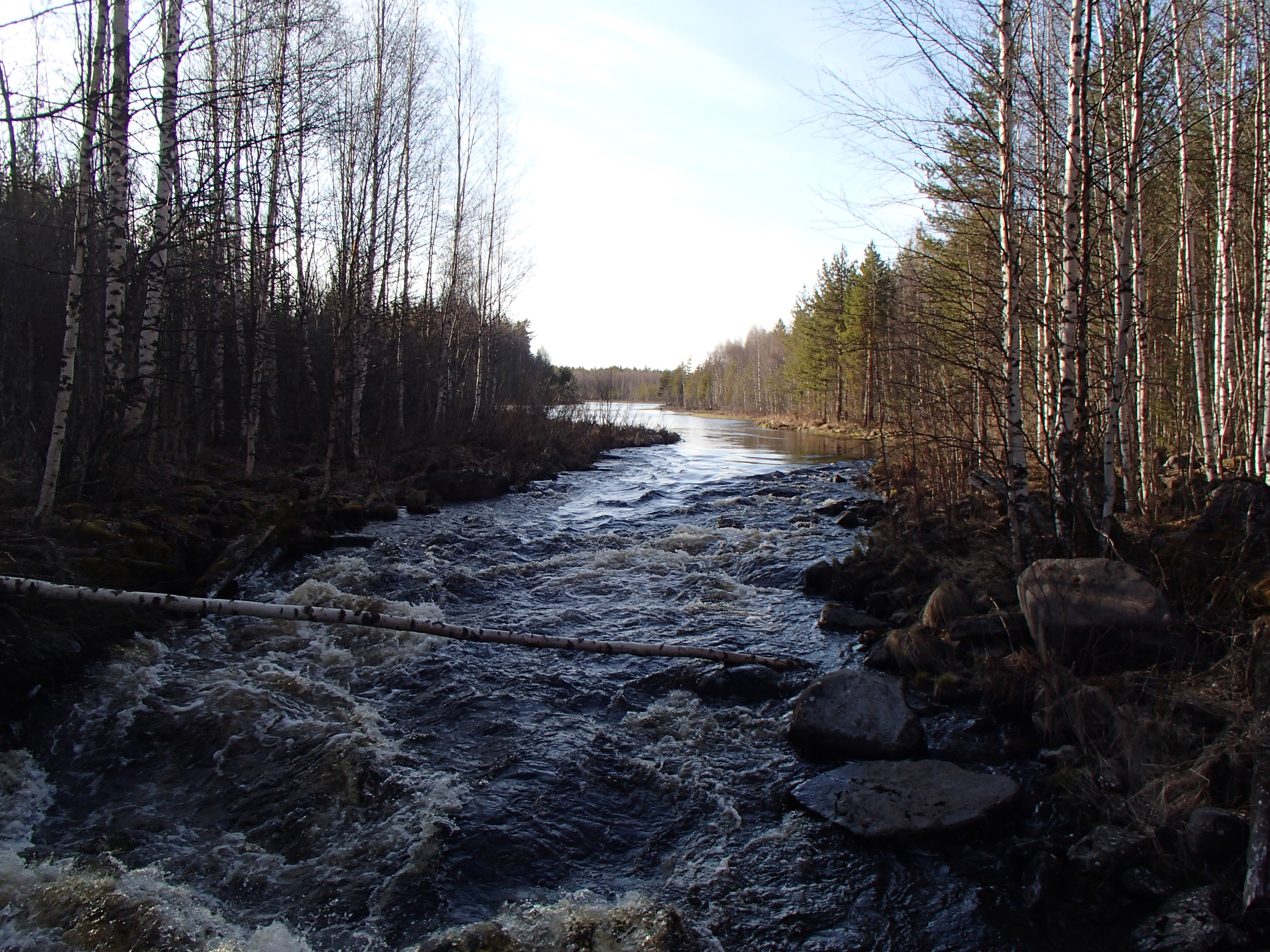
Sågforsen i Björnån mellan sjöarna Ransi och Noren nära byn Nornäs.

Björnån är en å med källa i Björnsjön, belägen vid byn Långnäset i Älvdalens kommun i Dalarna. Två av de sjöar den rinner genom är Ransi och Noren. Björnån är ett biflöde till Vanån.   